# 116. peruť (Izrael)
116. peruť (hebrejsky טייסת 116‎) Izraelského vojenského letectva, také známá jako Obránci jihu (dříve „Létající křídlo“), je stíhací jednotka vybavená stroji F-16 variant A a B sídlící na základně Nevatim.
V lednu 2020 byla reaktivována se stroji F-35I, s nimiž 6. srpna 2020 nabyla operační způsobilosti.